# میرزا پانگ
میرزا پانگ، روستایی است از توابع بخش گالیکش شهرستان مینودشت در استان گلستان ایران.

## جمعیت
این روستا در دهستان ینقاق قرار داشته و بر اساس سرشماری سال ۱۳۸۵ جمعیت آن ۱٬۸۸۱ نفر (۴۳۵ خانوار)
بوده است.